# Estación de Momalle
La estación de Momalle es una estación de tren belga situada en Fexhe-le-Haut-Clocher, en la provincia de Lieja, región Valona.
Pertenece a la línea  de S-Trein Lieja.

## Situación ferroviaria
La estación se encuentra en la línea 36 (Bruselas-Lieja).

## Intermodalidad
Actualmente, no hay conexiones con otros medios de transporte.